# Linnaemya consobrinus
Linnaemya consobrinus är en tvåvingeart som först beskrevs av Macquart 1848.  Linnaemya consobrinus ingår i släktet Linnaemya och familjen parasitflugor.
Artens utbredningsområde är Belgien. Inga underarter finns listade i Catalogue of Life.